# 北川夕夏
北川 夕夏（きたがわ ゆか、12月1日 - ）は、日本の漫画家。血液型はB型。
『別冊フレンド』（講談社）誌上で行われた第381回BetsuFureまんがセミナーで『Print on you』が別フレ賞を受賞しデビュー。同誌2020年11月号より『世界で一番いたらぬ恋』を連載。

## 作品リスト
- 19歳（2006年11月、講談社）
- 先生、大好きな人。（2007年6月、講談社）
- ぼくのはねはきみ（2007年11月、講談社）
- 君のとなり（2008年4月、講談社）
- 彼氏1号（2009年7月、講談社）
- コイマト 恋的（2010年9月、講談社）
- 指先の微熱（2011年3月、講談社）
- ハングリー!（2012年3月、講談社、脚本：大森美香、コミカライズ[2]）
- 恋、各駅停車（2012年10月 講談社）
- 影野だって青春したい（2013年 - 2017年、講談社、全11巻）
- 僕らが愛を叫ぶとき（2018年[3] - 2019年、講談社、全3巻）
- 世界で一番いたらぬ恋（2020年[4] - 2021年、講談社、全2巻）
- 愛がなければアイドルできない（2024年 - 連載中、講談社、既刊3巻）

### オムニバス
- 涙のちハッピーエンド（2005年8月 講談社）
- 涙100万粒のハツコイ（2006年5月 講談社）
- ヒミツの禁断愛（2006年8月 講談社）
- でも、スキ。 涙100万粒のリアル・ラブ（2008年1月 講談社）
- メガネ男子な彼。（2008年3月 講談社）
- メガネ男子な彼。2（2008年8月 講談社）
- 恋シタイ（2008年10月 講談社）
- 片想いと両想いのあいだ。 好きな人には…好きな人がいる。（2009年4月 講談社）
- 恋でキレイになる5つの方法（2010年2月 講談社）
- 恋する放課後（2010年3月 講談社）
- ウブかわカレシ 原色ツンデレ男子。（2010年8月 講談社）
- スキ、キライ…でも好き。（2011年1月 講談社）
- 泣きたい夜の感動愛（2011年2月 講談社）
- 極上スイーツ男子！（2011年3月 講談社）
- セカイでいちばん好きな人（2011年8月 講談社）
- Sの誘惑、Mのドキドキ♥（2012年3月 講談社）
- 君とキュン恋、しよう。（2012年4月 講談社）

## 関連人物
- すえのぶけいこ - 『ライフ』連載中にアシスタントとして入った